# Ogwa
 (février 2023).
Ogwa, est une ville de la zone de gouvernement local d'Esan West dans l'État d'Edo, au Nigeria.C'est l'une des communautés constituantes d'Esanland. Les habitants d'Ogwa parlent la langue Esan. La langue du peuple Esan partage le même nom que le nom de la terre elle-même. Esan et Ishan sont utilisés de manière interchangeable pour désigner le même lieu, la même langue et les mêmes personnes.  Ishan est la variante anglicisée d'Esan. Le peuple Ogwa dans l'État d'Edo s'identifie comme le peuple Esan ou Ishan. Ogwa compte quatre clans qui sont : Eguare, Ukpogu, Izogen et Eha. Ces clans sont dirigés par la plupart des hommes âgés dans chacun d'eux.
Le nom Ogwa est utilisé pour identifier plus d'un endroit au Nigeria. Pour éviter toute confusion, mieux vaut l'identifier avec leur région. Par conséquent, Ogwa, Esan.